# Cérémonie d'ouverture de la Coupe du monde de football 2010

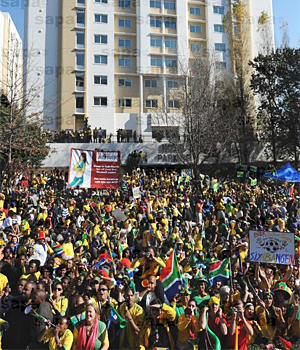
Décompte final avant la coupe du monde en Afrique du Sud.

La cérémonie d'ouverture de la Coupe du monde de football de 2010 a eu lieu le 11 juin 2010 au stade Soccer City à Johannesbourg, deux heures avant le match d'ouverture du tournoi. Elle a duré 40 minutes, et a inclus 1500 artistes, dont Thandiswa Mazwai, Timothy Moloi, Hugh Masekela, Khaled, Femi Kuti, Osibisa, R. Kelly, Hip Hop Pantsula et le Soweto Gospel Choir.
Malgré une santé fragile et ses 91 ans, l'ex-président sud-africain Nelson Mandela devait assister à la cérémonie d'ouverture, mais il a annulé sa venue après la mort de son arrière-petite-fille qui a été tuée dans un accident de voiture plus tôt dans la journée. Aux côtés du président de la FIFA Sepp Blatter et de l'actuel président de l'Afrique du Sud Jacob Zuma, étaient présents lors de la cérémonie, le chef religieux sud-africain Desmond Tutu, le secrétaire général des Nations unies Ban Ki-moon, le président mexicain Felipe Calderon, et le prince Albert II de Monaco.

## Concert de célébration d'ouverture de la Coupe du monde
Le premier concert de célébration d'ouverture de la coupe du monde de la FIFA a eu lieu le 10 juin au Orlando Stadium à Soweto/Johannesbourg. Avant la partie télévisée du concert, diffusée dans le monde entier, à 20h heure locale, ont eu lieu des prestations du groupe Goldfish, de 340ml et de Tumi Molekane. Lors de la  partie télévisée ont eu lieu des prestations de Alicia Keys, Amadou & Mariam, Angelique Kidjo, Black Eyed Peas, BLK JKS, Freshlyground, John Legend, Juanes, K'Naan, Lira, Hugh Masekela, Shakira, The Parlotones, Tinariwen, Vieux Farka Touré, et de Vusi Mahlasela.